# كأس الكونفيدرالية الإفريقية 2011
كأس الاتحاد الأفريقي لكرة القدم 2011 هي النسخة الـ8 من بطولة كأس الاتحاد الإفريقي لكرة القدم.

## الجوائز المالية
| الترتيب       | قيمة المالية للفريق | قيمة المالية لإتحاد الكرة |
| ------------- | ------------------- | ------------------------- |
| البطل         | $ 000 660           | $ 000 35                  |
| الوصيف        | $ 000 432           | $ 000 30                  |
| النصف النهائي | $ 000 239           | $ 000 25                  |
| 3 المجموعة    | $ 000 178           | $ 000 20                  |
| 4 المجموعة    | $ 000 150           | $ 000 15                  |

## التصفيات
تم الإعلان عن جدول المباريات الجولات التمهيدية، الأولى والثانية يوم 20 ديسمبر 2010 في القاهرة.
مواجهات التصفيات موضوعة على ساقين، مع الأهداف الاجمالية تستخدم لتحديد الفائز. إذا يكون الجانبين متساويين إجمالياً بعد الساق الثانية، قانون الأهداف خارج القواعد سوف يطبق، وإذا لا يزالون متساويين، المواجهة تمضوا إلى ضربات الترجيح (لا يتم لعب وقت إضافي).

### الدور التمهيدي
| الفريق الأول       | إجم.        | الفريق الثاني    | مباراة الذهاب | مباراة الإياب |
| ------------------ | ----------- | ---------------- | ------------- | ------------- |
| تفراغ-زينا         | 1–0         | ريال بماكو       | 0–0           | 1–0           |
| ميسيل              | 4–1         | إنتر ستار        | 4–0           | 0–1           |
| أي سي ليوبارد      | 3–1         | إيتنكيليس        | 1–1           | 2–0           |
| توريه كوندا فوتبرو | 4–3         | بورتس أوثوريتي   | 2–1           | 2–2           |
| شباب باتنة         | 4–4 (5–6 ض) | النصر            | 2–2           | 2–2           |
| ديناميك توغولايس   | 0–0 (2–4 ض) | الساحل           | 0–0           | 0–0           |
| يوس كاراكي         | 2–5         | المغرب الفاسي    | 1–1           | 4–1           |
| سيوي سبورتس        | 0–2         | جولد فيلدز       | 0–1           | 0–1           |
| فولا إيديفيك       | 2–1         | سي دي إلا نغويما | 2–0           | 0–1           |
| أفيكاو             | 0–0 (4–5 ض  | سوفاباكا         | 0–0           | 0–0           |
| هايلاندرز          | w/o1        | نشانغا رينجرز    | 1–1           | —             |
| أي اس أديما        | 1–1 (أ)     | سي دي ماكساكيني  | 0–0           | 1–1           |
| سانت مارين         | 1–4         | ويتس             | 1–0           | 0–4           |
| سنتر ساليف كيتا    | 3–3 (أ)     | الدفاع الجديدي   | 2–2           | 1–1           |
| فوفو باهام         | 3–4         | الاتحاد الرياضي  | 2–1           | 1–3           |
| نادي سيكوينس       | 1–2         | أفريكا سبورتس    | 1–0           | 1–1           |
| الدبلوماسيين       | 1–3         | تيكو يونايتد     | 0–0           | 1–3           |
| كيكوسي مالوم       | 0–6         | موتيما بيمبي     | 0–4           | 0–2           |
| مبابان هايلاندرز   | 2–2 (1–4 ض) | فيكتورس أي سي    | 1–1           | 1–1           |
| يانغ أفريكانس      | 4–6         | ديديبيت          | 4–4           | 0–2           |

ملاحظات
ملاحظة 1: الرجاء الرياضي ذهب إلى الدور الأول بعد انسحاب هايلاندرز بعد الساق الأولى.
إثنا عشر فريق تلقوا الإعفاء: شبيبة القبائل (الجزائر)، أول اغسطس (أنغولا)، الإسماعيلي (مصر)، حرس الحدود (مصر)، الفتح الرباطي (المغرب)، كادونا يونايتد (نيجيريا)، سانشاين ستارز (نيجيريا)، سانت إلوي لوبوبو (جمهورية الكونغو الديمقراطية)، الخرطوم (السودان)، النيل الحصاحيصا (السودان)، النجم الساحلي (تونس)، الأولمبي الباجي (تونس)

### الدور الأول
| الفريق الأول     | إجم. | الفريق الثاني      | مباراة الذهاب | مباراة الإياب |
| ---------------- | ---- | ------------------ | ------------- | ------------- |
| شبيبة القبائل    | 3–1  | تفراغ-زينا         | 1–0           | 2–1           |
| النيل الحصاحيصا  | 2–3  | ميسيل              | 1–1           | 1–2           |
| أول اغسطس        | 2–1  | أي سي ليوبارد      | 2–0           | 0–1           |
| الفتح الرباطي    | 3–2  | توريه كوندا فوتبرو | 2–0           | 2–1           |
| الخرطوم          | w/o2 | النصر              | —             | —             |
| المغرب الفاسي    | 2–1  | الساحل             | 0–0           | 1–2           |
| النجم الساحلي    | 4–2  | أشتاني غولد        | 3–0           | 1–2           |
| كادونا يونايتد   | 2–1  | فولا إيديفيك       | 2–0           | 0–1           |
| الإسماعيلي       | 2–4  | سوفاباكا           | 2–0           | 0–4           |
| سانت إلوي لوبوبو | 3–0  | نشانغا رينجرز      | 1–0           | 2–0           |
| ويتس             | 1–3  | أي اس أديما        | 1–1           | 0–2           |
| الأولمبي الباجي  | 2–3  | الدفاع الجديدي     | 2–0           | 0–3           |
| أفريكا سبورتس    | w/o3 | الاتحاد الرياضي    | —             | —             |
| سانشاين ستارز    | 3–0  | تيكو يونايتد       | 2–0           | 1–0           |
| فيكتورس أي سي    | 1–2  | موتيما بيمبي       | 1–1           | 0–1           |
| حرس الحدود       | 5–1  | ديديبيت            | 4–0           | 1–1           |

ملاحظات
ملاحظة 3: الخرطوم ذهب إلى الدور الثاني بعد انسحاب النصر. المواجهة كانت مقررة أن تلعب على ساق واحدة بسبب الوضع السياسي في ليبيا، لكن المباراة لم تأخذ مكانها.
ملاحظة 3: الاتحاد الرياضي ذهب إلى الدور الثاني بعد انسحاب أفريكا سبورتس. المواجهات كانت مقررة أن تلعب على ساق واحدة بسبب الوضع السياسي في كوت ديفوار، لكن المباراة لم تأخذ مكانها.

### الدور الثاني
| الفريق الأول     | إجم.        | الفريق الثاني   | مباراة الذهاب | مباراة الإياب |
| ---------------- | ----------- | --------------- | ------------- | ------------- |
| ميسيل            | 3–3 (0–3 ض) | شبيبة القبائل   | 3–0           | 0–3           |
| الفتح الرباطي    | 1–2         | أول اغسطس       | 1–1           | 0–1           |
| المغرب الفاسي    | 5–3         | الخرطوم         | 5–1           | 0–2           |
| كادونا يونايتد   | w/o4        | النجم الساحلي   | —             | —             |
| سانت إلوي لوبوبو | 2–2 (أ)     | سوفاباكا        | 2–1           | 0–1           |
| الدفاع الجديدي   | 3–1         | أي اس أديما     | 3–0           | 0–1           |
| سانشاين ستارز    | 2–1         | الاتحاد الرياضي | 2–0           | 0–1           |
| حرس الحدود       | 3–3 (3–4 ض) | موتيما بيمبي    | 2–1           | 1–2           |

ملاحظات
ملاحظة 4: كادونا يونايتد ذهب إلى جولة الملحق بعد أن منح المواجهة من قبل الكاف، بعد رفض النجم الساحلي السفر إلى نيجيريا للساق الأولى بسبب المخاوف الأمنية الناجمة عن أعمال الشغب في البلاد عقب انتخابات الرئاسة النيجيرية 2011.

### الملحق لدور المجموعات
في جولة الملحق، الفائزين من الدور الثاني يلعبون أمام الخاسرين من دوري أبطال أفريقيا 2011 الدور الثاني. الفائزون بكأس الاتحاد الكونفدرالي الأفريقي الدور الثاني سيستضيف الساق الثانية على ملعبه.
قرعة جولة الملحق ودور المجموعات أقيمت يوم 15 مايو 2011. لقرعة جولة الملحق، المصنف الخاسر الأعلى من دوري الأبطال والفائز الأعلى تصنيف من الكأس الكونفدرالي لن تواجه بعضها البعض. من ناحية أخرى، سيتم وضع الفائزين في المواجهات الاثنين المعنيين إلى مجموعات مختلفة في قرعة دور المجموعات.
| الفريق الأول    | إجم. | الفريق الثاني  | مباراة الذهاب | مباراة الإياب |
| --------------- | ---- | -------------- | ------------- | ------------- |
| وفاق سطيف       | –    | كادونا يونايتد | 1–0           |               |
| دياراف          | –    | شبيبة القبائل  | 1–1           |               |
| النادي الإفريقي | –    | سوفاباكا       | 0-3           |               |
| الاتحاد         | –    | سانشاين ستارز  | —5            |               |
| زيسكو يونايتد   | –    | المغرب الفاسي  |               |               |
| سيمبا           | –    | موتيما بيمبي   |               |               |
| دياراف          | –    | إنتر لواندا    |               |               |
| أول اغسطس       | –    | الدفاع الجديدي |               |               |

ملاحظات
ملاحظة 5: المواجهة تلعب على ساق واحدة بسبب الوضع السياسي في ليبيا.

## دور المجموعات
| مفاتيح الألوان في جدول المجموعة                   |
| ------------------------------------------------- |
| فائزين المجموعات والوصيفين يذهبون إلى نصف النهائي |
| فرق المركز الثالث والرابع يقصيا                   |

### مجموعة أ
| فريق            | نقاط | فرق | عليه | له | خ | ت | ف | لعب |
| --------------- | ---- | --- | ---- | -- | - | - | - | --- |
| النادي الإفريقي | 11   | 3+  | 3    | 6  | 1 | 2 | 3 | 6   |
| إنتر لواندا     | 10   | 2+  | 6    | 8  | 2 | 1 | 3 | 6   |
| أسيك ميموسا     | 7    | 1–  | 6    | 5  | 3 | 1 | 2 | 6   |
| كادونا يونايتد  | 5    | 4–  | 9    | 5  | 3 | 2 | 1 | 6   |

|                 | ساحل العاج | تونس | نيجيريا | أنغولا |
| --------------- | ---------- | ---- | ------- | ------ |
| أسيك ميموسا     | –          | 1–1  | 1–2     | 1–0    |
| النادي الإفريقي | 0–1        | –    | 0–0     | 0–2    |
| كادونا يونايتد  | 1–2        | 0–1  | –       | 1–1    |
| إنتر لواندا     | 0–1        | 0–1  | 1–4     | –      |

### مجموعة ب
| فريق          | نقاط | فرق | عليه | له | خ | ت | ف | لعب |
| ------------- | ---- | --- | ---- | -- | - | - | - | --- |
| المغرب الفاسي | 14   | 6+  | 2    | 8  | 0 | 2 | 4 | 6   |
| سانشاين ستارز | 11   | 3+  | 3    | 6  | 1 | 2 | 3 | 6   |
| موتيما بيمبي  | 8    | 1–  | 6    | 5  | 2 | 2 | 2 | 6   |
| شبيبة القبائل | 0    | 8–  | 9    | 1  | 6 | 0 | 0 | 6   |

|               | المغرب | الجزائر | نيجيريا | جمهورية الكونغو الديمقراطية |
| ------------- | ------ | ------- | ------- | --------------------------- |
| المغرب الفاسي | –      | 1–0     | 1–0     | 3–0                         |
| شبيبة القبائل | 0–1    | –       | 1–2     | 0–2                         |
| سانشاين ستارز | 1–1    | 1–0     | –       | 2-0                         |
| موتيما بيمبي  | 1–1    | 2–0     | 0–0     | –                           |

## دور خروج المغلوب

### نصف النهائي
| الفريق الأول  | إجم. | الفريق الثاني   | مباراة الذهاب | مباراة الإياب |           |
| ------------- | ---- | --------------- | ------------- | ------------- | --------- |
| سانشاين ستارز |      | النادي الإفريقي | 0 – 1         | 0 - 0         | 15 أكتوبر |
| إنتر لواندا   |      | المغرب الفاسي   | 2 - 1         | 0 - 1         | أكتوبر    |

## البطل
| الفريق الأول    | إجم.                   | الفريق الثاني | مباراة الذهاب | مباراة الإياب          |
| --------------- | ---------------------- | ------------- | ------------- | ---------------------- |
| النادي الإفريقي | 1–1( 6-5 ضربات الجزاء) | المغرب الفاسي | 1–0           | 0–1( 6-5 ضربات الجزاء) |

| ملف:MAS-Logo.png بطل الكأس الكونفدرالية لكرة القدم 2011 |
| ------------------------------------------------------- |
| قالب:بيانات بلد نادي المغرب الفاسي للمرة الأولى         |

## وصلات خارجية
- كأس الاتحاد الكونفدرالي الأفريقي لكرة القدم
- مباريات تصفيات الدور التمهيدي، تصفيات الدور الأول، وتصفيات الدور الثاني